# Province de Tbong Khmum
La province de Tbong Khmum est une province du sud-est cambodgien. Sa capitale est la ville de Suong.

## Historique
La création de cette province a été décidée en décembre 2013 et correspond aux territoires à l'est du Mékong qui jusque-là faisaient partie de la province de Kompong Cham. Le gouvernement a justifié la scission par une volonté d’améliorer l’efficacité de l’appareil administratif dans une province qui était devenue la plus peuplée du Cambodge mais ses adversaires y ont vu une manœuvre politique destinée à dissocier les districts restés fidèles à la cause gouvernementale d’une circonscription qui est devenue le fief de l’opposition. En fait, lors des élections du 28 juillet 2013, le Parti du sauvetage national du Cambodge (opposition) avait raflé 59,17 % des voix, contre 35,43 % au Parti du peuple cambodgien (gouvernement), dans les districts restant rattaché à Kampong Cham alors que la tendance s’inversait dans ceux de la nouvelle province où le parti au pouvoir obtenait 51,86 % contre 42,86 % à ses rivaux.
Elle a été officiellement proclamée le 2 juin 2014 ; son premier gouverneur est Prach Chan, préalablement en poste à Battambang.

## Géographie
Située dans la plaine du Mékong, Tbong Khmum est bordée par les provinces cambodgiennes de Kompong Cham à l’ouest, Kratie au nord, Prey Veng au sud-ouest et leurs homologues vietnamiennes de Bình Phước au sud-est et Tây Ninh au sud.

## Administration
| District      | Khmer  | Signification,                                             |
| ------------- | ------ | ---------------------------------------------------------- |
| Dambae        | ដំបែ     | "levure"                                                   |
| Krouch Chhmar | ក្រូចឆ្មារ | "limettier, arbre Citrus aurantiifolia"                    |
| Memot         | មេមត់    | "médium"                                                   |
| Ou Reang Ov   | អូរាំងឪ   | "rigole du Barringtonia (Lecythidaceae)"                   |
| Ponhea Kraek  | ពញ្ញាក្រែក | "seigneur du rotin", bon héros de la légende de Battambang |
| Tboung Khmum  | ត្បូងឃ្មុំ  | "tête d'abeille"                                           |
| Suong         | ក្រុងសួង  |                                                            |

## Attractions et curiosités

### Haong
Cette zone du district de Memot (en) était inaccessible au milieu de la jungle, avant qu’un moine du nom de Prak Mony ne s’y installe. De nos jours, Haong est devenu un lieu de pèlerinage où les fidèles viennent prier devant une statue du Bouddha et rechercher la bénédiction des moines qui vivent sur place.
Le site est également prisé des touristes pour ses falaises et ses chutes d’eau ainsi que pour ses 1 800 hectares de jungle parmi les mieux préservés de la région, même si dernièrement certaines portions ont été défrichées par les villageois afin d’en faire des zones cultivables.

### Plantations d'hévéas
Il est possible de visiter la plupart des plantations qui constituent la principale culture de la province. Elles proposent généralement des visites guidées qui permettent de se familiariser avec le processus de transformation de la sève de l’arbre en caoutchouc.

### Prey Nor Kor Knong-Krau
Ce site qui a donné son nom au village avoisinant, dans le district de Ponhea Kraek (en), a été construit au IXe siècle sur le modèle de celui de Sambor Prei Kuk et s’étend sur quelque 2 500 m2. Il se compose d’un temple principal et de trois autres plus petits en briques. Si l’un d’eux a été détruit les deux autres sont assez bien conservés. Une croyance locale veut que ce temple soit protégé par des esprits et qu’avant de le photographier, il convient de faire brûler des bâtonnets d’encens et d’adresser des prières sans quoi le cliché sera raté.
À l’est, se trouve le temple de Preah Theat, en fait un ensemble de six temples, endommagés par la guerre. Seul l'un d’entre eux est encore debout, mais il souffre des fouilles sauvages entreprises pour trouver un trésor que lui attribue une légende.
Au nord-est du temple principal se trouve le bassin maintenant asséché de Preah Theat, également appelé Ku Teuk. Le barrage, qui par endroits atteint 10 mètres de haut, est détruit à plusieurs emplacements.

### Wat Preah Theat Thmor Da
Situé dans le district d’Ou Reang Ov (en), l’ensemble comprend un temple ancien, le Wat  Preah Theat, long de 190 mètres et large de 60, ainsi qu’un bassin de 180 mètres sur 950, le Tonle Sa Ngout, d’une eau réputée pour sa limpidité. À l’entrée du temple principale se trouve un temple plus petit, le Preah Vihear Preah Chul Nipean, qui contenait une statue du Bouddha couché atteignant le Nirvana, mais elle a été volée à une date inconnue.

## [15]Notes et références
- (en) Cet article est partiellement ou en totalité issu de l’article de Wikipédia en anglais intitulé « Tbong Khmum Province » (voir la liste des auteurs).

1. ↑  (en) Mom Kunthear et Kevin Ponniah, « Kampong Cham’s great divide », Phnom Penh Post,‎ 10 janvier 2014 (lire en ligne, consulté le 4 septembre 2014)
2. ↑  (en) Phorn Bopha et Alex Willemyns, « Government Creates New CPP-Majority Province », The Cambodia Daily,‎ 10 janvier 2014 (lire en ligne, consulté le 4 septembre 2014)
3. ↑  (en) Saing Soenthrith, « New Province Tbong Khmum Officially Launched », The Cambodia Daily,‎ 3 juin 2014 (lire en ligne, consulté le 4 septembre 2014)
4. ↑   (fr) Saveros Lewitz, « La toponymie khmère », Bulletin de l'École française d'Extrême-Orient, vol. 53, nos 53-2,‎ 1967, p. 377-450 (lire en ligne)
5. ↑   (fr) Gabrielle Martel, Saveros Lewitz et Jules-E. Vidal, « Notes ethnobotaniques sur quelques plantes en usage au Cambodge », Bulletin de l'École française d'Extrême-Orient, vol. 55, nos 55-1,‎ 1969, p. 171-232 (lire en ligne)
6. ↑   (fr) Saveros Lewitz et Bruno Rollet, « Lexique des noms d’arbres et d’arbustes au Cambodge », Bulletin de l'École française d'Extrême-Orient, vol. 60, nos 60-1,‎ 1973, p. 113-162 (lire en ligne)
7. ↑   (fr) Saveros Pou, Dictionnaire vieux khmer-français-anglais : An Old Khmer-French-English Dictionary, Éditions L'Harmattan, coll. « Les introuvables », 2 janvier 2005, 734 p. (ISBN 978-2-7475-7345-0, lire en ligne)
8. ↑  (en) « Haong Waterfall », Kampong Cham Travel, sur Vietnam Voyages (consulté le 6 septembre 2014).
9. ↑  (en) « Haong Waterfall », Travel Guides - Provinces - Kampong Cham, sur Tourism of Cambodia (consulté le 6 septembre 2014).
10. ↑  (fr) « Plantations d'hévéa », Province de Kampong Cham - Attractions principales, sur visiting cambodia (consulté le 7 septembre 2014).
11. ↑  (en) « Prey Nor Kor Knong-Krau Temple », Travel Guides - Provinces - Kampong Cham, sur Tourism of Cambodia (consulté le 7 septembre 2014).
12. ↑  (en) « Prey Nor Kor Knong-Krov Temple », khmer - reading - beginner - map - Kampong_Cham, sur Center for Southeast Asian Studies, Université de Northern Illinois (consulté le 7 septembre 2014).
13. ↑  (en) « Prey Nor Kor Knong-Krao Temple », Attractions, sur Kampong Cham Tourism Website (consulté le 7 septembre 2014).
14. ↑  (en) « Wat Preah Theat Thmor Da Temple », Travel Guides - Provinces - Kampong Cham, sur Tourism of Cambodia (consulté le 7 septembre 2014).
15. ↑  (en) « General Population Census of the Kingdom of Cambodia 2019 », sur UNFPA Cambodia, 26 janvier 2021 (consulté le 29 janvier 2021).